# Claude Le Tonnelier de Breteuil
Pour les articles homonymes, voir Famille Le Tonnelier de Breteuil et Breteuil.
 Claude Le Tonnelier de Breteuil, mort le 8 janvier 1698 à Paris, est un prélat français, évêque de Boulogne.  

## Biographie
Il est fils de François Le Tonnelier, seigneur de Breteuil et de Boisette, intendant des finances, et d'Anne de Chaulmes.
Claude Le Tonnelier de Breteuil est nommé évêque de Boulogne en 1682. Il reçoit Jacques II d'Angleterre, lors de sa fuite de l'Angleterre à Boulogne.

## Source
- Eugène Van Drival, Histoire des évêques de Boulogne, Boulogne-sur-Mer, 1852.